# ファレノプシス・プルケリマ

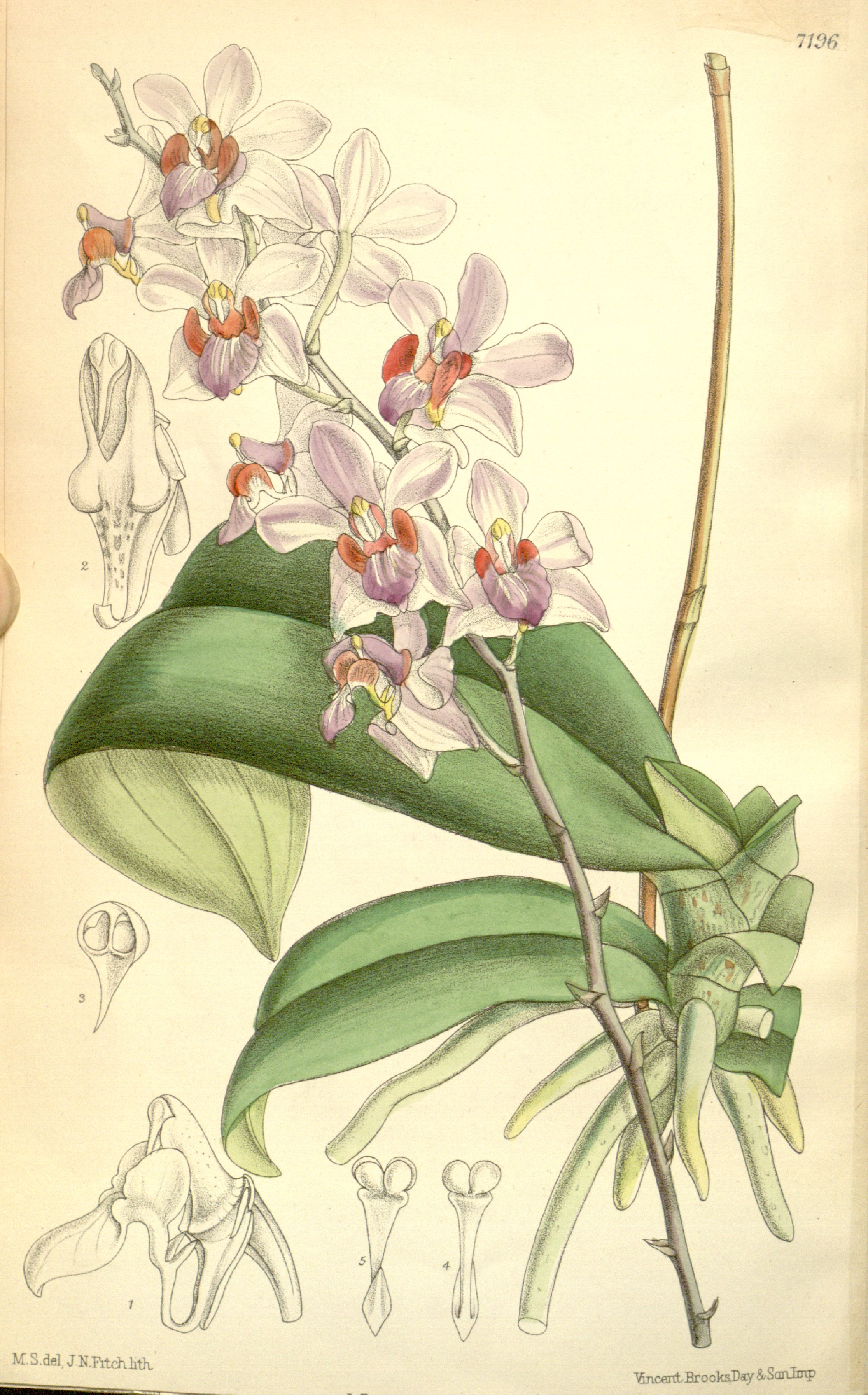
ファレノプシス・プルケリマ・図版

ファレノプシス・プルケリマ Phalaenopsis pulcherrima は、着生のラン科植物。洋ランとして栽培されることもあるが、コチョウランの交配親として重視される。

## 概説
このランは当初はコチョウラン属 Phalaenopsisの種として記載され、後に一時期ドリティス属 Doritisに分類されたが、再びコチョウラン属 Phalaenopsisに分類された。赤みを帯びた小輪の花を多く着け、洋ランとして栽培されることもある。コチョウラン属内の他の種との交配親としても非常に重要である。

## 特徴
常緑性多年生の着生植物で、単軸生のラン科植物。茎はごく短く、葉を密生する。その基部からは太い根が多数出て、樹皮に張り付くように伸びる。葉は厚い革質で固く、線状長楕円形、長さは約15cm。二列性で数枚から12枚程度までを生じる。おおむね一般のコチョウラン属のものより葉数が多く、立ち気味に生じる。
花茎は茎の側面から出て、ほぼ直立して伸び、40-60cm、大きいものは70cmに達する。花はこの茎の先端に近い方に10-20花をつけ、下の花から順に咲いていく。開花期は秋から冬。
花は径が2-4cm、全体に鮮桃紅色。萼片と側花弁は楕円形で平開するか、やや反り気味。唇弁は基部で三裂し、中編は楕円形で先端は細まる。花期は長い。なお、花色や花形には変異が多い。白花品の f. alba　等も知られている。

## 分布と生育環境
東南アジアに広く分布し、アッサム、ミャンマーからタイ、ラオス、カンボジア、ベトナム、海南島、マレー半島、スマトラ、ボルネオから知られる 。低山帯の渓流沿いの樹上から日当たりのよい岩場などに生育する。

## 分類
当初はコチョウラン属 Phalaenopsisの種として記載され、後に一時期、一属一種の独立属 ドリティス属 Doritisに分類されたが、再びコチョウラン属 Phalaenopsisに分類された。

## 利用
洋ランとして観賞用に栽培される。

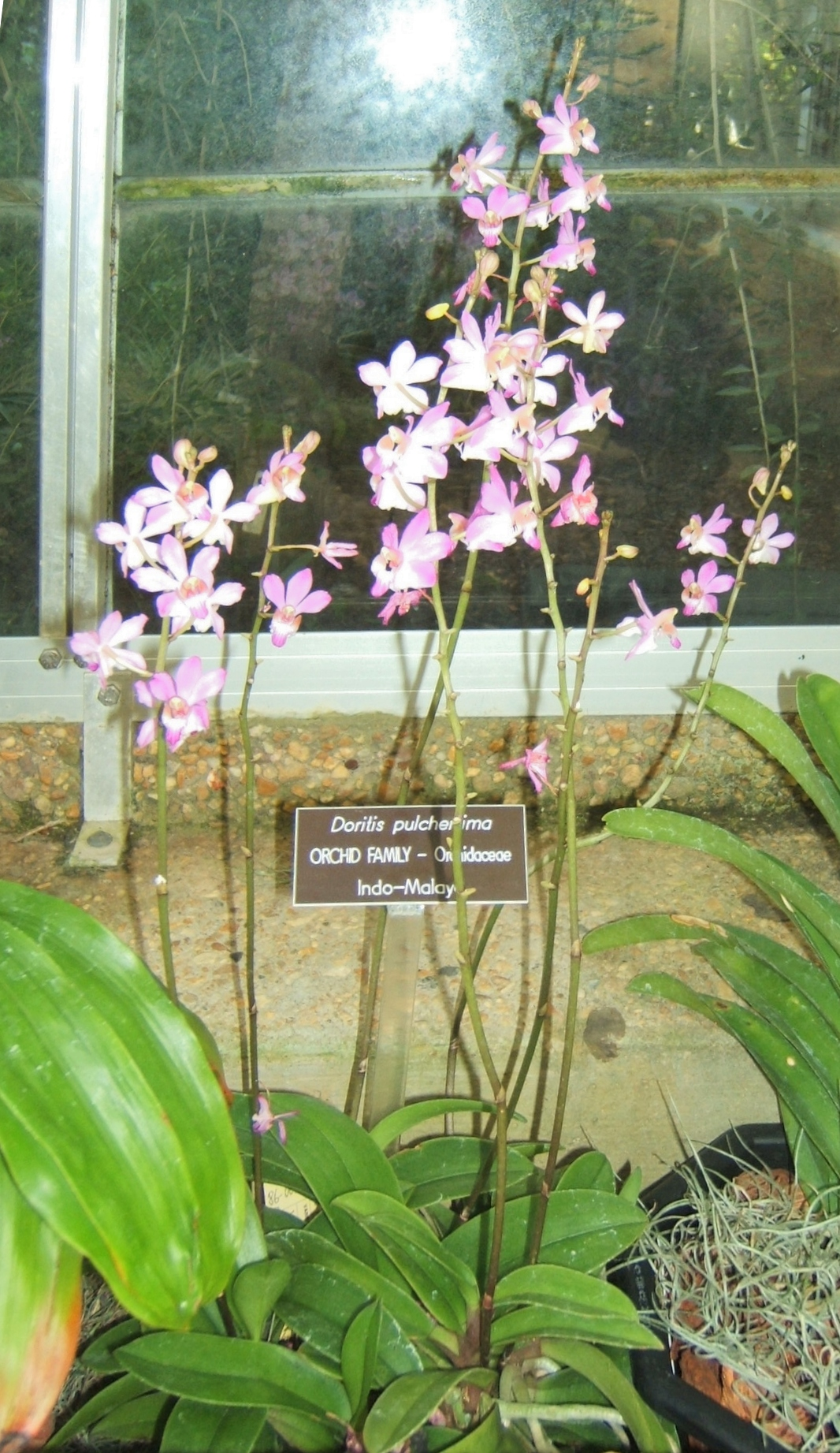
栽培品

この種自体も鑑賞の対象とされるが、むしろコチョウラン類の品種改良における交配親として非常に重要である。この種の鮮やかな桃紅色の花色や小型多花である特長を生かすために使われ、この種の色濃いものでは葉数が多くて立ち気味、花茎も立ち気味の姿になる。